# پدرام اردلانی
پدرام اردلانی (زاده ۶ اوت ۱۹۸۹) یک بازیکن فوتبال اهل ایران است.